# Bahía Paraíso

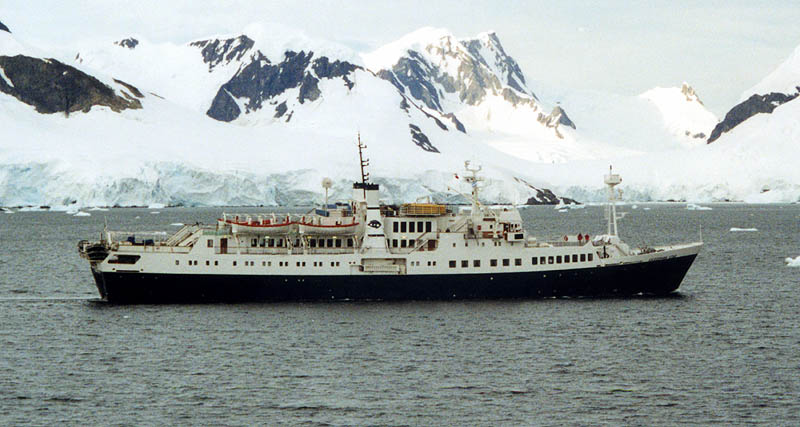
El National Geographic Endeavour pasando por bahía Paraíso en febrero de 2001.

La bahía Paraíso o Puerto Paraíso (en inglés: Paradise Harbour) es un puerto natural de la Costa Danco en la península Antártica. Es uno de los dos puertos naturales que utilizan los barcos para llegar al continente (el otro es puerto Neko). Recibió su nombre de los balleneros que operaban en el área, que fue registrado por primera vez por la Expedición Antártica Belga de 1897-1899 del teniente Adrien de Gerlache.
La base científica de verano de Argentina Estación Científica Almirante Brown, se encuentra en la orilla y fue inaugurada el 6 de abril de 1951 como Destacamento Naval Almirante Brown. También se halla allí la base de verano de Chile Base Presidente Gabriel González Videla, que fue inaugurada el 12 de marzo de 1951, en esta estación polar funcionan también la Capitanía de Puerto de Bahía Paraíso, administrada por la Armada de Chile.